# Maksim Żałmagambietow
Maksim Nurłanowicz Żałmagambietow (oryg. Максим Нурланович Жалмагамбетов; ur. 11 lipca 1983 w Astanie) – kazachski piłkarz występujący na pozycji pomocnika lub obrońcy. Od 2010 roku piłkarz kazachskiego klubu Irtysz Pawłodar. Ma na koncie trzydzieści występów i jedną bramkę w reprezentacji Kazachstanu, w której zadebiutował w 2004 roku.